# Misdongarde Betolngar
Misdongarde Betolngar (N'Djamena, 26 settembre 1985) è un ex calciatore ciadiano, di ruolo centrocampista.

## Carriera

### Club
Gioca dal 2003 al 2006 al Renaissance. Nel 2007 passa all'Union Douala. Nel 2008 si trasferisce alla Stella Rossa. Nel 2008 viene acquistato dal Budućnost. Nel 2009 passa al Metalac. Nel 2012 viene acquistato dal Mladost Lučani. Nel 2014, dopo una breve esperienza al Borac Čačak, passa allo Sloga Kraljevo. Nel 2015 viene acquistato dal Renaissance.

### Nazionale
Debutta in Nazionale nel 2005.